# Un certain monsieur Jo
Pour plus de détails, voir Fiche technique et Distribution.
Un certain monsieur Jo est un film français réalisé par René Jolivet en 1957 et sorti en 1958.

## Synopsis
Jo Guardini (Michel Simon), un ancien du « milieu » s'est retiré et vit paisiblement dans une auberge de l'Île d'Amour sur les bords de Marne, quand des bandits choisissent sa maison pour cacher une fillette kidnappée.

## Fiche technique
- Titre : Un certain monsieur Jo
- Réalisateur : René Jolivet, assisté de Guy Labourasse
- Scénario : René Jolivet
- Décors : Lucien Carré
- Photographie : Nicolas Hayer
- Musique : Joseph Kosma
  - Michel Simon interprète les chansons originales du film
- Montage : Suzanne Sandberg
- Affiche de Gilbert Allard
- Production : Jérôme Goulven et Pierre Gurgo-Salice
- Directeur de production : René Montis
- Sociétés de production : A.T.I.C.A.  et Lux Compagnie Cinématographique de France
- Société de distribution : Tamasa Distribution
- Format : Noir et blanc - 35 mm - Son mono
- Pays :  France
- Genre : Policier
- Durée : 105 minutes
- Date de sortie : 
  - France -  16 avril 1958
- Affiche : Gilbert Allard (France)

## Distribution
- Michel Simon : Joseph "Jo" Guardini
- Jacques Morel : Inspecteur Loriot
- Raymond Bussières : Louis
- Geneviève Kervine : Simone Couturier
- Michel Salina : Commissaire Leclerc
- Jean Degrave : Alfred Léonard
- Joëlle Fournier : Yvette Lemarchand
- Roger Legris : l'aveugle
- Gabrielle Fontan : Mme Michel
- Gina Manès : Lolo
- Jean Daurand : le cafetier
- Christian Brocard : Le boulanger livreur
- Paul Demange